# Жан II де Шалон-Осер
Жан II де Шалон-Осер (фр. Jean II de Chalon-Auxerre; 1294 — 1346) — граф Осера с 1304 года и Тоннера в 1308—1321 годах и снова с 1338 года, сеньор де Рошфор с 1309 года. Сын графа Осера Гильома де Шалона и Элеоноры Савойской, дочери Амедея V Савойского.

## Биография
Точный год рождения не известен. Если учесть, что его родители поженились в январе 1292 года, причём матери в то время было 12 лет, то это не ранее 1294 года.
В 1304 году наследовал отцу. Какое-то время находился под опекой Людовика Неверского - своего кузена. В 1308 году Маргарита Бургундская (1249/1250 — 1308), двоюродная бабка Жана II, завещала ему графство Тоннер.
В 1321 году уступил Тоннер сестре — Жанне I де Шалон-Тоннер, в качестве приданого при её выходе замуж за Роберта — сына герцога Бургундии. После её смерти (1335 или 1338) снова стал графом Тоннера.
Жан II де Шалон-Осер погиб в битве при Креси в 1346 году. Во многих исследованиях годом смерти указан 1362 год. При этом его путают с Жаном II де Шалон-Арле (ум. 1362) — представителем другой ветви рода.

## Семья
Первая жена — Мария Женевская (ум. ок. 1316), младшая дочь графа Женевы Амедея II. Их свадьба состоялась не позднее 1306 года.
Вторая жена (с 1317) — Аликс де Бургонь-Монбельяр, дама де Монфлёр, дочь Рено Бургундского и Гиллеметты Нёвшательской. Дети:
- Жан III (1321/22—1379), граф Осера и Тоннера
- Тристан (убит 1369), сир де Рошфор и де Монфлёр.